# Saeki-ku (Hiroshima)
Pour les articles homonymes, voir Saeki.
Saeki (佐伯区, Saeki-ku) est l'un des huit arrondissements de la ville de Hiroshima, au Japon. Il est situé à l'ouest de la ville.

Position de l'arrondissement de Saeki dans la ville de Hiroshima.

En 2016, sa population est de 136 405 habitants pour une superficie de 225,22 km2, ce qui fait une densité de population de 606 hab./km2.
Le mont Amida se trouve dans l'arrondissement.

## Histoire
L'arrondissement a été créé en 1980 lorsque Hiroshima est devenue une ville désignée par ordonnance gouvernementale. En 2005, l'ancien bourg de Yuki a été incorporé à Saeki-ku.

## Transport publics
L'arrondissement est desservi par la ligne Sanyō de la JR West et le tramway d'Hiroshima.